# Voronješka oblast
Voronješka oblast je oblast u Rusiji. Središte oblasti je Voronjež.

## Vanjske poveznice
- (rus.) Službene stranice  Arhivirana inačica izvorne stranice od 6. svibnja 2008. (Wayback Machine)